# روندو فينيزيانو
روندو فينيزيانو (بالإيطالية:Rondò Veneziano) هي مجموعة موسيقى إيطالية تعزف مقاطعها الموسيقية مع النمط الكلاسيكي والحديث. تأسست عام 1979 من طرف الملحن والمنتج الموسيقي الإيطالي جيان بيرو ريفيربيري، كان أول ألبوم لهم يحمل عنوان روندو فينيزيانو عام 1980.

## روابط خارجية
- روندو فينيزيانو على موقع IMDb (الإنجليزية)
- روندو فينيزيانو على موقع ميوزك برينز (الإنجليزية)
- روندو فينيزيانو على موقع ديسكوغز (الإنجليزية)